# Kyrkofrid
Kyrkofrid instiftades enligt svensk historisk tradition av Birger jarl tillsammans med övriga så kallade fridslagar, kvinnofrid, hemfrid och tingsfrid. Dessa bekräftades sedan i Alsnö stadga från 1280.
Kyrkofriden innebar att ingen fick gripas eller anfallas i en kyrka. Enligt artikel 2 skulle den som dräpte eller sårade någon i kyrkan dömas biltog i hela riket.
Kyrkofriden ansågs vid 1990-talets mitt ha upphört att gälla i Sverige, och Miljöpartiet motionerade därför 1996 till Sveriges riksdag om att lagen om kyrkofrid skulle återupprättas.

### Fotnoter
1. 1 2  ”Sveriges riksdag”. 5 oktober 1996. http://www.riksdagen.se/webbnav/?nid=410&doktyp=mot&rm=1996/97&bet=Ju809&dok_id=GK02Ju809. Läst 29 augusti 2011.